# Guaranius carlosi
Guaranius carlosi is een keversoort uit de familie ruighaarkevers (Dryopidae). De wetenschappelijke naam van de soort werd in 1991 gepubliceerd door Spangler.